# La famiglia della giungla
La famiglia della giungla (The Wild Thornberrys Movie) è un film di Cathy Malkasian e Jeff McGrath del 2002 tratto dalla serie animata omonima.

## Trama
Eliza Thornberry è una ragazza di dodici anni che si trova nelle savane del Congo con la sua famiglia per studiare gli animali del posto. Lo sciamano Mnyambo le ha donato l’abilità di poter parlare con gli animali, a patto che non riveli mai a nessuno questo suo segreto.
Un giorno dei bracconieri rapiscono Tally, un cucciolo di ghepardo. Eliza è determinata a salvarlo, ma la sua famiglia decide di mandarla in collegio a Londra, per darle una vita normale. All'arrivo, Eliza scopre che il suo amico scimpanzé Darwin l'ha seguita di nascosto e la mette più volte nei guai. Dopo un sogno in cui lo sciamano che le aveva dato il potere gli dice di salvare Tally, Eliza convince la sua compagna di stanza Sarah a comprarle un biglietto aereo per poter tornare in Africa, con Darwin. Mentre Eliza si trova su un treno da Nairobi, nota un rinoceronte nero ferito, colpito dagli stessi bracconieri che avevano rapito Tally. Decide quindi di aiutarlo ed incontra sul posto Bree e Sloan Blackburn, una coppia di amichevoli veterinari, che si prendono cura del rinoceronte. Eliza torna poi al camper della sua famiglia mentre i suoi genitori non ci sono, per far provviste. La sorella maggiore Debbie cerca di trattenerla, ma Eliza la chiude in una gabbia, scappando con Darwin e il fratellino adottivo Donnie per cercare i bracconieri. Debbie riesce tuttavia a liberarsi e la insegue, imitata in seguito anche dagli altri membri della famiglia.
Darwin, Eliza e Donnie incontrano un gorilla di montagna che dice di aver visto delle persone costruire una recinzione nella valle del tempo. Eliza conclude che i bracconieri stanno prendendo di mira il branco di elefanti che attraversa la valle. I tre si imbattono poi di nuovo nei Blackburn. Eliza ritrova Tally nel camper dei Blackburn e capisce che i bracconieri sono proprio loro. I Blackburn li catturano e rivelano che la recinzione è elettrificata. Nel frattempo Debbie incontra un ragazzo mbuti di nome Boko, inviato dagli anziani del villaggio per assisterla. I due raggiungono il camper dei Blackburn, ma Sloan prende in ostaggio Debbie dopo aver scoperto che si tratta della sorella di Eliza. Quando Sloan minaccia di uccidere Debbie se Eliza non rivela come ha scoperto il loro piano, la ragazzina è costretta a rivelare di poter parlare con gli animali. Arriva allora una tempesta che porta via i poteri di Eliza, ma mette anche in fuga i Blackburn.
Debbie si riconcilia con Eliza quando scopre che la sorella ha rinunciato ai suoi poteri per salvarla. Il gruppo raggiunge la valle in tempo per salvare gli elefanti, che si stanno dirigendo verso il recinto elettrificato spronati dagli esplosivi piazzati dai Blackburn, i quali assistono a bordo di un elicottero. Eliza attiva prematuramente l'elettricità del recinto, facendo fermare gli elefanti e convince l'elefante capo a tornare indietro. Infuriato, Sloan getta Eliza in un fiume e tenta di sparare agli elefanti, ma questi afferrano la scala di corda dell'elicottero, facendolo precipitare. Eliza rischia di annegare, ma viene salvata dallo Mnyambo, che la loda per aver salvato gli elefanti sacrificando i suoi poteri. Come ricompensa, le restituisce l'abilità di parlare con gli animali, a condizione che anche Debbie mantenga questo segreto. I Blackburn vengono poi arrestati dai ranger.
Eliza si riconcilia con Darwin e si riunisce con la sua famiglia, che decide di non rimandarla in collegio, mentre Boko torna al suo villaggio, tenendo l'orologio di Debbie come ricordo. Eliza ricatta infine la sorella, dicendole che si trasformerà in un babbuino verde se rivelerà il suo segreto.